# Burakumin

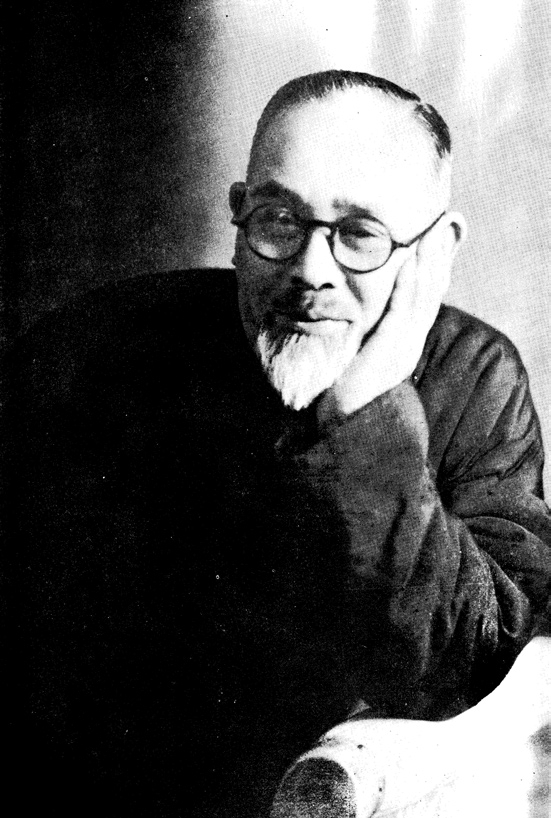
Burakumin Džiičiró Macumoto, aktivista za práva Burakuminů

Burakumin (部落民, zastarale 穢多 eta) jsou příslušníci japonské sociální menšiny. Jedná se o potomky příslušníků profesí, které byly považovány za poskvrnění smrti či rituální čistoty jako např. řezníci, popravčí, koželuhové či hrobaři, a dalších, zabývajících se "nečistými" činnostmi (popeláři ap.). Protože všechna tato zaměstnání byla považována za nečistá, příslušníci kasty burakuminů museli žít v místech oddělených od ostatních obyvatel Japonska ve vlastních osadách a ghettech a bylo jim zapovězeno uzavírat manželství s příslušníky jiných společenských vrstev.

## Původ
První zmínky o páriích v japonské společnosti lze najít již v čínské kronice «Hou Han Šuу» pojednávající zhruba první dvě století našeho letopočtu
V Japonsku v Období Edo (n. Tokugawa) byly určité profese a jejich příslušníci považováni za «nečisté». Burakumini se nacházeli na nejnižším stupni sociálního systému feudálního Japonska. Museli žít v oddělených sídlech či separovaných čtvrtích velkých měst a nosit zvláštní oděv. Při setkání s jakýmkoli člověkem z jiné kasty museli sejmout pokrývku hlavy.

## Postavení burakuminů v současnosti
Ve snaze o modernizaci Japonska v Období Meidži vláda roku 1871 zrušila kastovní systém. Oficiálně tedy burakuminy zrovnoprávnila, ale předsudky a diskriminace ve vztahu k nim nevymizely a přežívají stále. Přísný systém registrace a místa pobytu každého Japonce a členů jeho rodiny umožňuje rychle zjistit nejen místo pobytu každého jednotlivého člověka, ale i všech jeho příbuzných i předků. To znamená, že osoby, které chtějí vstoupit do manželského svazku nebo se ucházejí o zaměstnání, nemohou svou příslušnost ke kastě burakuminů skrýt. Rodiče prověřují ženichy a nevěsty svých dětí ohledně jejich příslušnosti k této kastě a dělají vše pro to, aby se takový sňatek neuskutečnil. Velké společnosti se snaží nepřijímat burakuminy do zaměstnání.
Třebaže tedy první zákony směřující k jejich zrovnoprávnění pocházejí již z roku 1871, stále se tito lidé, nepodaří-li se jim utajit svůj původ, setkávají s diskriminací nejen ve vztazích s většinovou společností, ale i při získávání vzdělání a zaměstnání.

## Počet
Podle průzkumů japonské vlády z roku 1993 v Japonsku existovalo k tomuto datu 892 751 burakuminů v 4 533 osadách a 298 385 domácnostech především v západním Japonsku. Тři čtvrtiny těchto osad se nacházejí na venkově. Podle informací Ligy pro osvobození burakuminů jich však v Japonsku žije na tři milióny v cca 6000 sídlech.